# Kārlis Lobe
Kārlis Lobe, född 26 mars 1895 i Cēsisdistriktet i Lettland och död 9 juli 1985 i Österhaninge i Sverige, var en lettisk officer som bland annat tjänstgjorde i den SS-anknutna Lettiska legionen under andra världskriget. Efter kriget flydde Lobe till Sverige, där han engagerade sig i den lettiska exilrörelsen, bland annat i veteranorganisationen Daugavas Vanagi och i Lettiska centralrådet. Från 1954 fram till sin pension arbetade Lobe på Krigsarkivet i Stockholm, och fick även svenskt medborgarskap. 1970 försökte Lobe utan framgång att stämma tidningarna Kvällsposten och Ny dag då dessa pekat ut honom som delaktig i förintelsen i Lettland.